# Scrutinyita
La scrutinyita és un mineral de la classe dels òxids. Rep el seu nom de la paraula anglesa scrutiny (escrutini), referint-se a la cura necessària per fer la identificació inicial del mineral.

## Característiques
La scrutinyita és un òxid de plom(IV) amb fórmula química PbO₂. Cristal·litza en el sistema ortoròmbic en cristalls que arriben fins als 30 μm. És el dimorf de la plattnerita, de la qual és molt difícil de diferenciar.
Segons la classificació de Nickel-Strunz, la scrutinyita pertany a «04.DB - Metall:Oxigen = 1:2 i similars, amb cations de mida mitjana; cadenes que comparteixen costats d'octàedres» juntament amb els següents minerals: argutita, cassiterita, plattnerita, pirolusita, rútil, tripuhyita, tugarinovita, varlamoffita, byströmita, tapiolita-(Fe), tapiolita-(Mn), ordoñezita, akhtenskita, nsutita, paramontroseïta, ramsdel·lita, ishikawaïta, ixiolita, samarskita-(Y), srilankita, itriocolumbita-(Y), calciosamarskita, samarskita-(Yb), ferberita, hübnerita, sanmartinita, krasnoselskita, heftetjernita, huanzalaïta, columbita-(Fe), tantalita-(Fe), columbita-(Mn), tantalita-(Mn), columbita-(Mg), qitianlingita, magnocolumbita, tantalita-(Mg), ferrowodginita, litiotantita, litiowodginita, titanowodginita, wodginita, ferrotitanowodginita, wolframowodginita, tivanita, carmichaelita, alumotantita i biehlita.

## Formació i jaciments
La scrutinyita es forma en la zona d'oxidació de minerals plumbífers en dipòsits hidrotermals. Va ser descoberta a la mina Sunshine no. 1 Adit, a Bingham (Nou Mèxic, Estats Units). També ha estat descrita a dos indrets de Làurion (Àtica, Grècia); la mina Ojuela, a Mapimí (Estat de Durango, Mèxic); la mina Van der Plas, a l'altiplà Kaokoveld (Cunene, Namíbia); a la mina Grand Deposit (Nevada, Estats Units) i a la mina Snake Pit (Nou Mèxic, Estats Units). Als territoris de parla catalana ha estat a la mina Tres Hermanos, a la localitat catalana de L'Argentera (Baix Camp).
Sol trobar-se associada a altres minerals com: murdochita, plattnerita, fluorita, quars i rosasita.